# Blood Will Tell (film 1913)
Blood Will Tell è un cortometraggio muto del 1913 interpretato e diretto da Herbert Brenon. Di genere drammatico, il film aveva come altri interpreti William E. Shay e Lillian Langdon.

## Produzione
Il film fu prodotto dall'Independent Moving Pictures Co. of America (IMP) di Carl Laemmle.

## Distribuzione
Il film - un cortometraggio in una bobina - uscì nelle sale cinematografiche statunitensi il 14 aprile 1913, distribuito dalla Universal Film Manufacturing Company.